# Senneferi
| sn | nfr | i |

| sn | nfr | i |

| sn | nfr |

| sn | nfr |

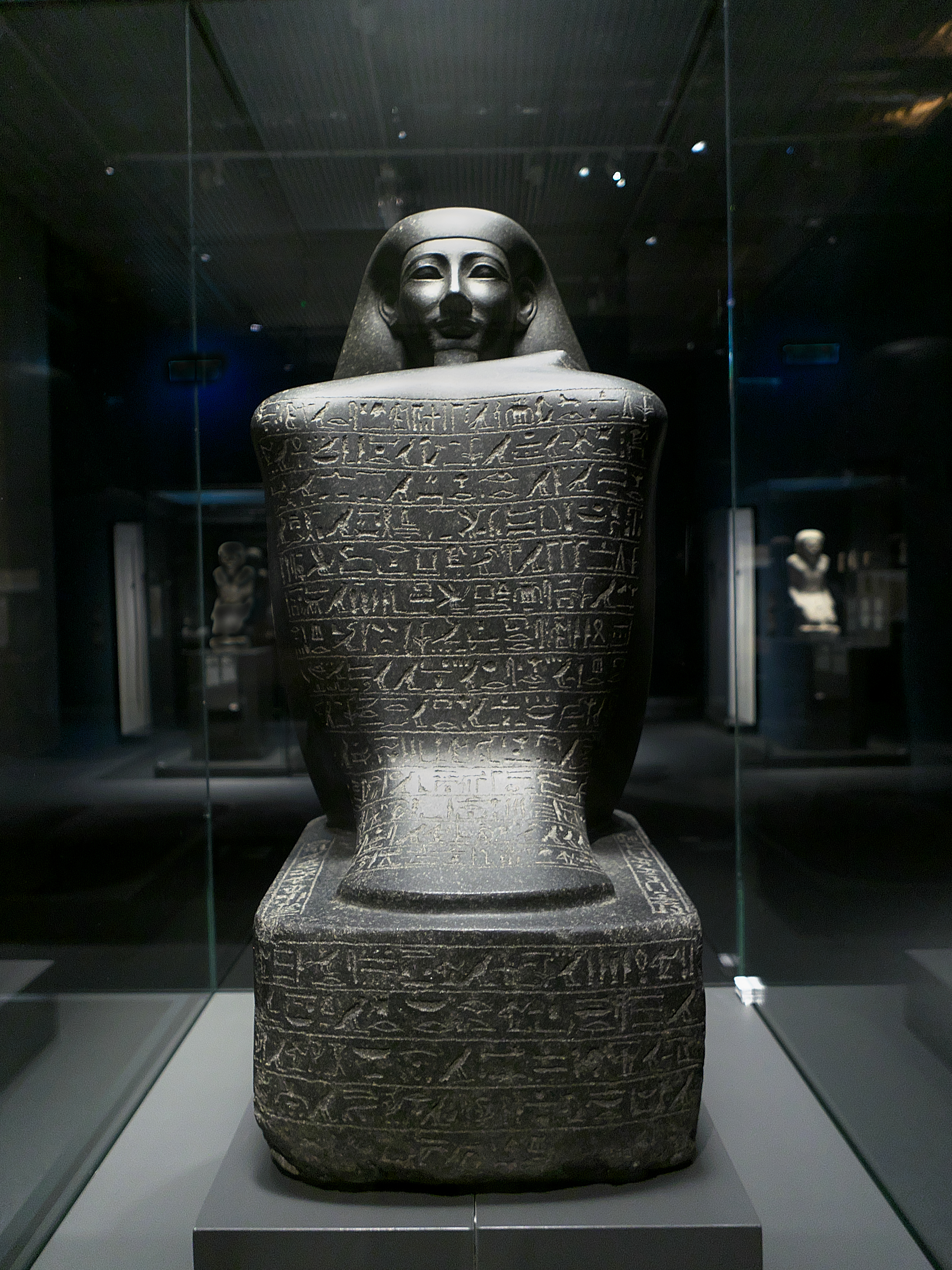
Estatua de Senneferi, British Museum

Senneferi y, a veces también se encuentran inscripciones como Sennefer, fue un antiguo noble egipcio, "Supervisor del Sello" (Imj-r3-ḫtm.t, "tesorero") y "Supervisor del oro en tierra de Amón", durante el reinado de Tutmosis III de la dinastía XVIII (alrededor del 1483 a. C. al 1420 a. C.). Fue enterrado en la tumba tebana 99 (TT99), localizada en el distrito de Sheij Abd el-Qurna de la necrópolis de Tebas, en Egipto.
Senneferi parece estar relacionado con el sacerdote de Amón Amenhotep, el dueño de la tumba C.3, también en Sheij Abd el-Qurna, donde se le menciona en las inscripciones de esta tumba.
Hasta ahora se han encontrado cuatro estatuas (o fragmentos) de Senneferi y también una estatua de Amenhotep fue encontrado en la TT99. La más importante es una estatua cúbica en granito negro, actualmente en el British Museum.
En la TT99 también se halla representada su mujer Taiamu y sus padres Haydyehuty y Zatdyehuty. Senneferi también es representado haciendo un viaje a Biblos, en el Líbano, para traer cedros. 